# Kim Sung-ae
Kim Sung-ae, född 29 december 1924 i Kangso, död 23 september 2014 i Kanggye, var en nordkoreansk politiker, och den andra hustrun till Nordkoreas förste diktator Kim Il Sung. Hon var ordförande i  Koreanska kvinnoförbundet 1971-1976 och 1993-1998, och utövade ett betydande politiskt inflytande i Nordkorea under 1960- och 1970-talen.

## Biografi
Kim Sung-ae, som ursprungligen arbetade som sekreterare, uppges ha haft ett förhållande med Kim Il-sung redan innan dennes första hustru avled 1949. Paret gifte sig 1952, men ingen formell ceremoni hölls på grund av det pågående Koreakriget. Hon fick en dotter, Kim Kyong-jin (född 1953), och två söner, Kim Pyong-il (född 1955) och Kim Yong-il (född 1957). 
Kim Sung-ae blev vice ordförande i Koreanska kvinnoförbundet 1965, och dess ordförande 1971. Under denna tid var hon en inflytelserik faktor i nordekoreansk politik: hon fick en hel del maktbefogenheter och stöd av den nordkoreanska eliten och har kallats "en nordkoreansk spegelbild av Jiang Qing". Under sin tid vid makten ska hon och hennes fraktion ha försökt utse hennes son till Kim Il Sungs efterträdare i stället för styvsonen Kim Jong-il, som med sin fraktion växte i inflytande. Hon och hennes fraktion förlorade till slut maktkampen mot styvsonen Kim Jong-ils fraktion, och år 1976 avsattes hon från sin position som ordförande för kvinnoförbundet, vilket gjorde att hon förlorade sin kanal till offentligheten och sin maktbas. År 1981 ska hon på order av sin allt mäktigare styvson ha placerats i husarrest.
År 1993 blev hon återigen placerad på posten som ordförande för Koreanska kvinnoförbundet, men hennes position var endast symbolisk, och hon plockades bort en andra gång 1998. 
Enligt en rapport från 2012, blev Kim Sung-ae förklarad sinnessjuk av Kim Jong-il i början av 1990-talet, redan innan sin makes död, och sattes då under bevakning under en sköterska och en personal som hade order att inte tala med henne och som byttes ut med jämna mellanrum.
Enligt ett rykte avled hon vid en bilolycka i Peking i juni 2001. Enligt andra rapporter var hon fortfarande vid liv i juli 2011, då hennes son Kim Pyong-il ska ha återvänt till Pyongyang från Polen för att besöka henne.

## Utmärkelser
- Storofficer av Malis nationalorden,  18 maj 1976[3]
- Kim Il-sung-orden,  april 1982[4]
- Burundis nationella republikorden[5]
- Första graden av Socialistiska republiken Rumäniens stjärna[6]

[Redigera Wikidata]